# Netherland
Netherland (titre original : Netherland) est un roman écrit par l'auteur irlandais Joseph O'Neill qui a été acclamé par la critique à sa sortie en 2008. Il raconte la vie d'un Néerlandais vivant à New York dans l'après-11 septembre et passionné de cricket.

## Résumé
Le narrateur, Hans van den Broek, un trader d'origine néerlandaise, déménage en 1998 de Londres à New York avec sa femme Rachel et son jeune fils Jake. Si le couple veut au départ rester une année ou deux, Hans décide finalement de rester bien plus longtemps. Il devient de plus en plus étranger à sa propre femme, qui décide de rentrer à Londres seule avec leur enfant. Resté seul à New York, Hans se retourne vers le sport de son enfance, le cricket, auquel il joue avec une équipe d'immigrés marginaux, parmi lesquels Chuck Ramkisson, un entrepreneur originaire de Trinité-et-Tobago. Hans se lie d'amitié avec Chuck et l'accompagne dans ses déplacements autour de New York. Après plus de dix ans dans la ville, Hans retrouve Rachel et retourne à Londres, découvrant quelques années plus tard que Chuck est mort dans d'étranges circonstances après son départ.

## Critique
Netherland est paru en mai 2008 et a été cité en couverture de la revue The New York Times Book Review dans laquelle Dwight Garner qualifie le roman "de la fiction la plus spirituelle, la plus furieuse et la plus passionnante qui soit parue sur la vie à New York et à Londres depuis les attentats du World Trade Center" (the wittiest, angriest, most exacting and most desolate work of fiction we’ve yet had about life in New York and London after the World Trade Center fell). Le roman fera ensuite partie de la prestigieuse liste  des "10 meilleurs livres de 2008" par le même magazine New York Times Book Review.
James Wood, écrivant dans les colonnes du journal The New Yorker, qualifie le roman de "une des œuvres postcoloniales les plus remarquables" (one of the most remarkable postcolonial books I have ever read) et explique qu'"il a été vu par erreur comme un roman post-11-septembre, alors qu'il s'agit en réalité d'une réécriture postcoloniale de Gatsby le Magnifique" (it was consistently misread as a 9/11 novel, which stints what is most remarkable about it: that it is a postcolonial re-writing of The Great Gatsby). D'autres critiques avaient également relevé des similitudes avec le roman Gatsby le Magnifique de F. Scott Fitzgerald.

## Récompenses et nominations
Netherland remporte le PEN/Faulkner Award 2009.